# Rhytiphora mac-leayi
Rhytiphora mac-leayi är en skalbaggsart som först beskrevs av Lea 1912.  Rhytiphora mac-leayi ingår i släktet Rhytiphora och familjen långhorningar. Inga underarter finns listade i Catalogue of Life.